# Elattoneura glauca
Elattoneura glauca é uma espécie de libelinha da família Protoneuridae.
Pode ser encontrada nos seguintes países: Angola, Botswana, República Democrática do Congo, Guiné Equatorial, Etiópia, Quénia, Malawi, Moçambique, Namíbia, Somália, África do Sul, Tanzânia, Uganda, Zâmbia, Zimbabwe, possivelmente Burkina Faso e possivelmente em Burundi.
Os seus habitats naturais são: florestas subtropicais ou tropicais húmidas de baixa altitude, matagal árido tropical ou subtropical, matagal húmido tropical ou subtropical e rios.